# トラックボール

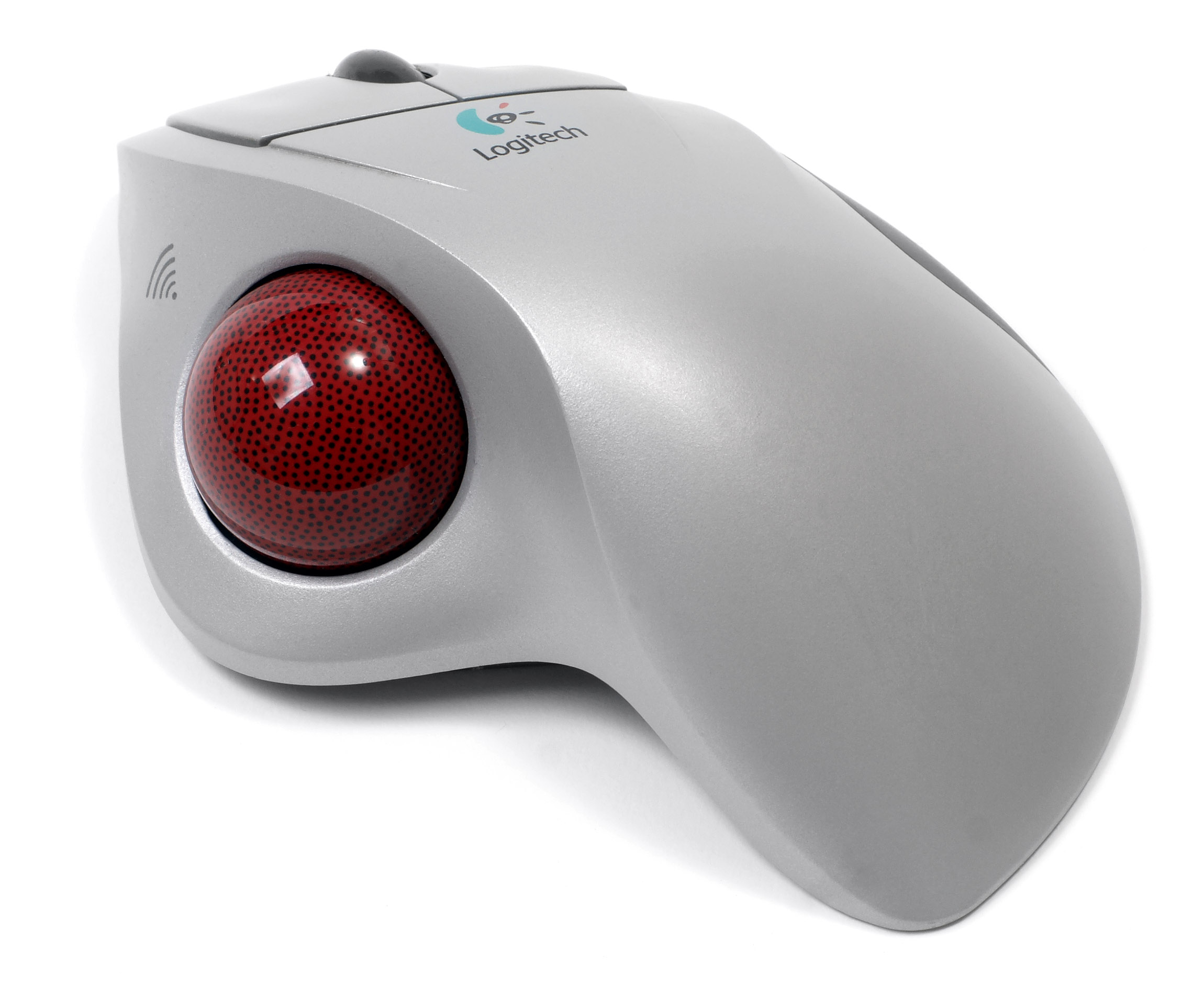
Logitech製のトラックボール

トラックボール (Trackball) は、マウスなどと同様にコンピュータの操作に用いるポインティングデバイスの一種。

## 概要
上面についている球体（ボール）を手で回転させて、読み取らせた回転方向や速さに応じてカーソル（ポインタ）などを操作する。
メーカーや商品によっては、例えばケンジントンのExpert Mouseやロジクール (Logitech) のMarble Mouseなど、トラックボールという名称を使用せず、マウスの名を冠している商品もある。
トラックボールの歴史における古い記録のひとつに1966年の製品がある。もっと古いトラックボールの原形とされているものが、1950年代のカナダのC2（Command and Control）システムDATAR（en:DATAR）にある。

### 現状
過去にはマウスと並んでポインティングデバイスの代表格だったが、一般へのパソコン普及が加速し始めた頃には、既に主流はマウスに移っていた。ノートパソコンにトラックボールを採用する事例は少なくなかったが、本体の薄型化が進行するにつれて、ボールの直径が筐体の薄型化の阻害要因になること、ボールの直径を小さくした場合に良好な操作性を確保することが難しいことなどから、トラックボールを搭載する製品はほとんど見られなくなり、タッチパッドやポインティング・スティックが主流となった。
パソコンの操作デバイスとしてのマウスが実質的な標準となってから、ノートパソコンも薄型化などによりトラックボールが消えてしまったため、目にする機会は少なくなった。しかし、現在でもトラックボールを好むユーザーは存在しており、有名企業を含むいくつかのメーカーから新製品がリリースされている。また、プレゼンテーション用の製品など、手で持ち上げて使うためのポインティングデバイスにおいては、現在でも小型のトラックボールを採用している製品が少なくない。
デスクトップ向け市場においてトラックボールを生産している主なメーカーはペリックス、ケンジントン・テクノロジー・グループ、サンワサプライ、ロジクール、エレコムの5社である。かつてはマイクロソフトもトラックボール製品を製造していたが、2006年に生産終了となった模様である。シャープのデジタルテレビパソコン「インターネットAQUOS」などのキーボードにも標準で搭載されている。
ポインティングデバイス以外には、マウスやペンタブレットと組み合わせて、画面のスクロールや表示の拡大縮小などをショートカット操作として割り当てることによって、アプリケーションソフトをより素早く操作できるようにしたものがある。

### スマートフォン・タブレットでの利用
2008年頃からスマートフォン（後に普及したタブレット端末も含む）でタッチパネルに加えトラックボールを使用する物がある。操作に両手を使用するタッチパネルに対して、Bluetooth接続によって場所を選ばず片手でも直感的な操作ができるトラックボールが補完的に採用されることが多い。BlackBerry Boldなどはタッチパネルは使わずQWERTYキーボードとトラックボールのみのスマートフォンとなっている。代表的な製品としてandroidスマートフォンのHT-03Aやシャープから発売されたIS01、タブレットのGALAPAGOSやブックリーダーSH-07Cなどがある。

### VR機器でのハンドデバイス
バーチャルリアリティに特化したHMD（ヘッドマウントディスプレイ）用の機器、ソフトウェアが2010年代後半に注目されていくにつれて、腕での操作に用いるデバイスで指で細かく操作するための部分に、スティック、タッチパッドとともにトラックボールが採用されるケースがある。
空中操作が出来るタイプを参照。

## 特徴

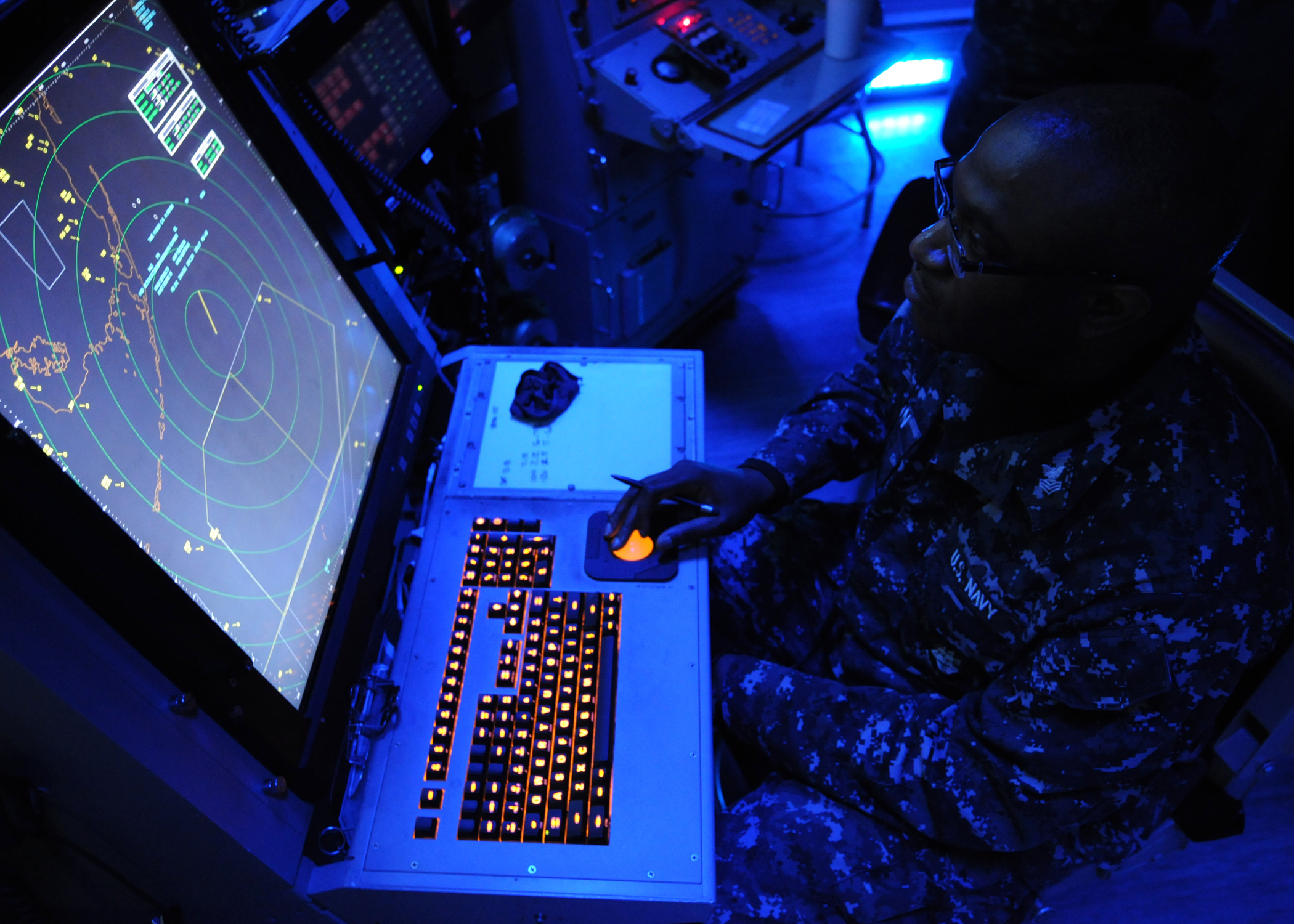
アメリカ合衆国海軍の航空管制任務の様子（右手でトラックボールを操作）

トラックボールの操作は、マウスのように装置そのものを持って動かすのではなく、指先や手のひら（機種によっては足にも対応）を使ってボールだけをその場で回転させることで行う。似たような性質のものではタッチパッド、ポインティング・スティックなどもある。トラックボールの筐体には、操作用ボールを収めるためのトラックボールハウジング（カップとも呼ばれる。以降カップと表記。）という窪みが設けられている。
その操作の特性上、操作のための広い面積や腕全体を動かす必要がなく机上の狭いスペースでも使用できる。ノートパソコンに2cm程度の小型のトラックボールを搭載するものや、スマートフォンに数mmの小型のトラックボールを搭載した物もある（スマートフォンの関係性については下記を参照）。足でも使える機種の場合、ポインターは足で操作できるため、両方の手が自由に使える利点がある。
操作に関して、手首や腕を細かく動かすことによる負担も少なくなり、腱鞘炎のリスクも減らすことができる。
手のない人、身体は思うように動かせないが、指先だけは正常に動かせる人など、身体障害者も利用可能であり、公共施設に設置されているパソコンにも多く用いられる。また、特定機器の内部に固定して設置できるため、マウスに比べて断線や周囲の揺れの影響が少なく、画像診断装置（超音波診断装置など）のような医療用途の他、工業用や軍事用といった具合に正確性を保ちつつ周囲の環境に影響されず操作可能な機器にも用いられる。
また、子供でも操作しやすいことから、子供向けとしてデザインされたトラックボールもいくつか存在する。

### 操作性
ボールの操作は、指をボールにつけたまま回すほか、ボールの慣性を利用して勢いよく回転させるような使い方もできるものもある。大きなボールを備えたものは操作の正確性に優れCADなどのオペレーションにも利用されている。ボールの重量、直径が大きいものほど慣性を利用した用法に有利である。直径が小さい場合、解像度の高いディスプレイ上を動かすには不適であるが、パソコン上の設定から検知感度を変更することで対応することもできる。
トラックボールとマウスの操作性の大きな違いを比較すると、（パソコンで感度や移動量を調整すれば対応できるが）一般的なマウスではポインタを大きく画面の端から端まで動かす際に一度マウスを接地面から浮かせて別の位置に置き、また動かす必要があるのに引きかえ、トラックボールは指先の位置を少しずらすだけで対応することができる。腕を大きく動かす必要がないため、肘や肩などにかかる負荷はマウスに比べて低い。
また、指先といったトラックボールに接触している極めて限定された部分の入力しか受け付けないため、ポインタのぶれも少ない。マウスならば腕や肘だけではなく、身体全体の動きが入力に影響してしまうこともままあるため、不意に身体を動かしたり、マウスから手を離す際、意図せずポインタがずれる現象が発生するが、トラックボールでは意図的に行わない限りめったに起こりえない現象である。
マウスが光学式になったのと同様に、トラックボールにも光学式のものが多くなっている。マウスではボールそのものがなくなったが、トラックボールの場合はボールの回転を光の反射で読み取るため、同じ形状ならば操作感に大きな違いはない。ただし、このボール直読み方式に切り替わった都合から、以前はほぼ無地だったボール表面に文様が施されるようになっている。
トラックボールの形状パターンには後述のようにいくつかの種類があり、これもまた種類ごとに異なる操作性を持っている。

### ゲームとトラックボールの関係
慣れにもよるが、マウスに比べると素早く直感的にポインティングすることが不得意な一面もある。また、マウスとは違い、五本ある指のうち最もよく使う親指、人差し指、中指のいずれか一つもしくは手のひら全体を用いてボールを操作するという特性から、近年の高価な上位マウスに比較して多数のサブボタンを導入しにくいという欠点もある。トラックボールにもボタンが数多く付いているものがあるが、通常よく使う3本指のうちいずれか一つが常にボール操作に塞がれるため、マウスに比べれば使い勝手は悪い。上記のような理由から、トラックボールはハードコアにコンピューターゲームを利用しているユーザーからは敬遠されがちな傾向にある。ただし、左手でキーボードならびに多数のボタン操作を行うこともでき、大きなトラックボールを使用したものでは精密操作と同時に大ざっぱな操作が行える（マウスの様な必要スペースを取らない）ため、ジャンルやプレイスタイルに応じて利用される。
アーケードゲームには、タイトル専用カスタムハードウェアという特性もあって、トラックボールを入力デバイスとする作品が古くからある。著名なところでは『ミサイルコマンド』や『マーブルマッドネス』、『アウトトリガー』、『SDI』、『セガソニック・ザ・ヘッジホッグ』などが挙げられる。また過去にはアタリからコンシューマーゲーム機用のトラックボールが発売されていたこともある。
一部のゲームでは単にポインティングデバイスの一種としての採用であるが、たとえば『ミサイルコマンド』の場合、他のポインティングデバイスとしてたとえばライトペンを使ってしまうとゲームが簡単になり過ぎるので、「適度な操作性の悪さ」と、実際の防空システムの装置で使われているデバイスであるという演出面の意味もある。ジョイスティック（アナログジョイスティック）が、定常的には2軸（2次元・2自由度）の角度を入力するデバイスであるのに対し、トラックボールは2次元の角速度を定常的に入力できるというのが違いであり、『マーブルマッドネス』はそれがそのままゲーム世界内のボールに反映する、という点で特にマッチしたシステムと言える。
手を放してもホームポジションやニュートラルポジションに戻らないという特性から、複雑なコマンドを素早く的確に入力する必要に迫られる格闘ゲームなどにはマウスと同様に不向きである。業務用ゲーム機としてのトラックボールは独特の操作性を持つ反面、難点も多い。激しいプレイでの故障によってメンテナンスが多くなり、筐体パネルとボールの隙間などによりプレイヤーが手を怪我する場合もある。通常のレバー、ボタンの操作と比較すると部品は少ない。現在ではトラックボールを使用するゲームは極稀である。家庭用ゲームでは、前述した業務用ゲームの移植版が一部あるのみで、トラックボール使用を強制するゲームはほぼない。

## 形状の種類
トラックボールは机に設置するタイプの大きなものから、片手で持ったまま使える小型のものもあり、特に小型のものはプレゼンテーションなどの場面で利用されている。また、マウスは平たい場所で使用しなければ操作はほぼ不可能だが、トラックボールは可動面が天井を向いている製品が大半のため、ある程度固定された場所さえあればよく、利用する場所を選ばない。
当節では、一体型ではなくマウスの様に外部端末として使用可能な種類を紹介する。

### 手のひら操作タイプ

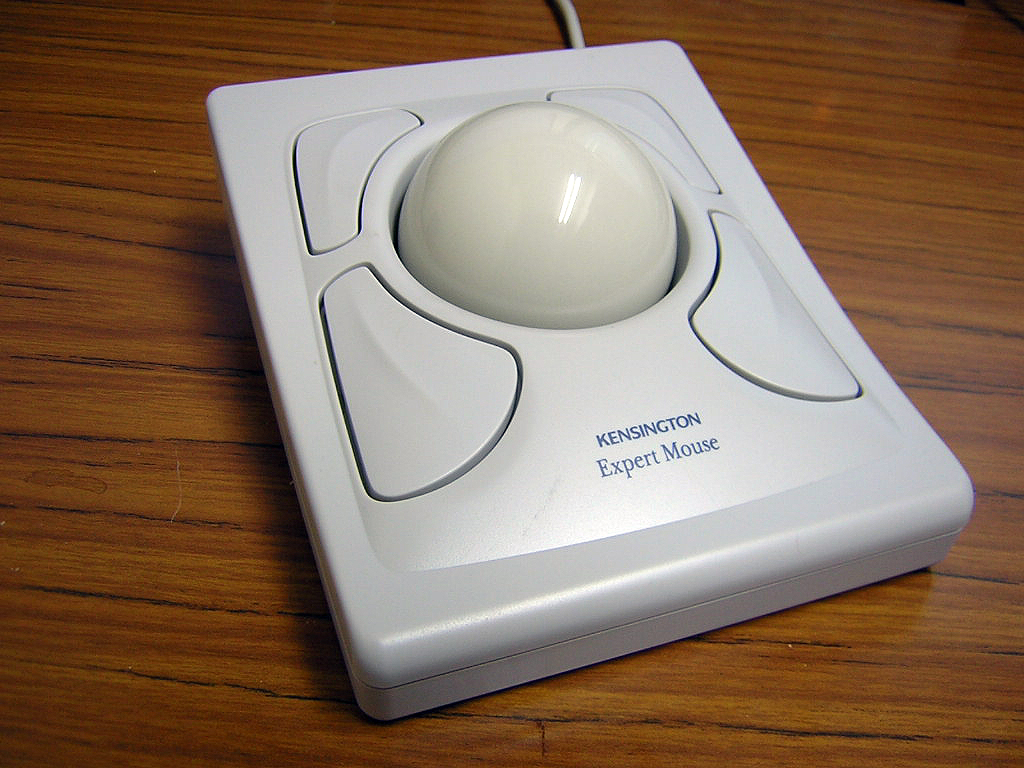
kensingtonのExpertMouse5

台座上面の中ほどに大型の球が載っているもの。大きな球の周囲にさらにボタンが配置されているため大型の製品が多く、古くから存在するトラックボールの典型的な形状である。ボールは手のひらか、あるいは中指や人差し指で転がす。ボールが大きく慣性も大きいため、勢いを付けて速くカーソルを移動させる事ができ、細かい作業も可能な一方、マウスに比べてかなり独特な操作体系と、設置スペース面を占めるデメリットがある。

### 人差し指操作タイプ

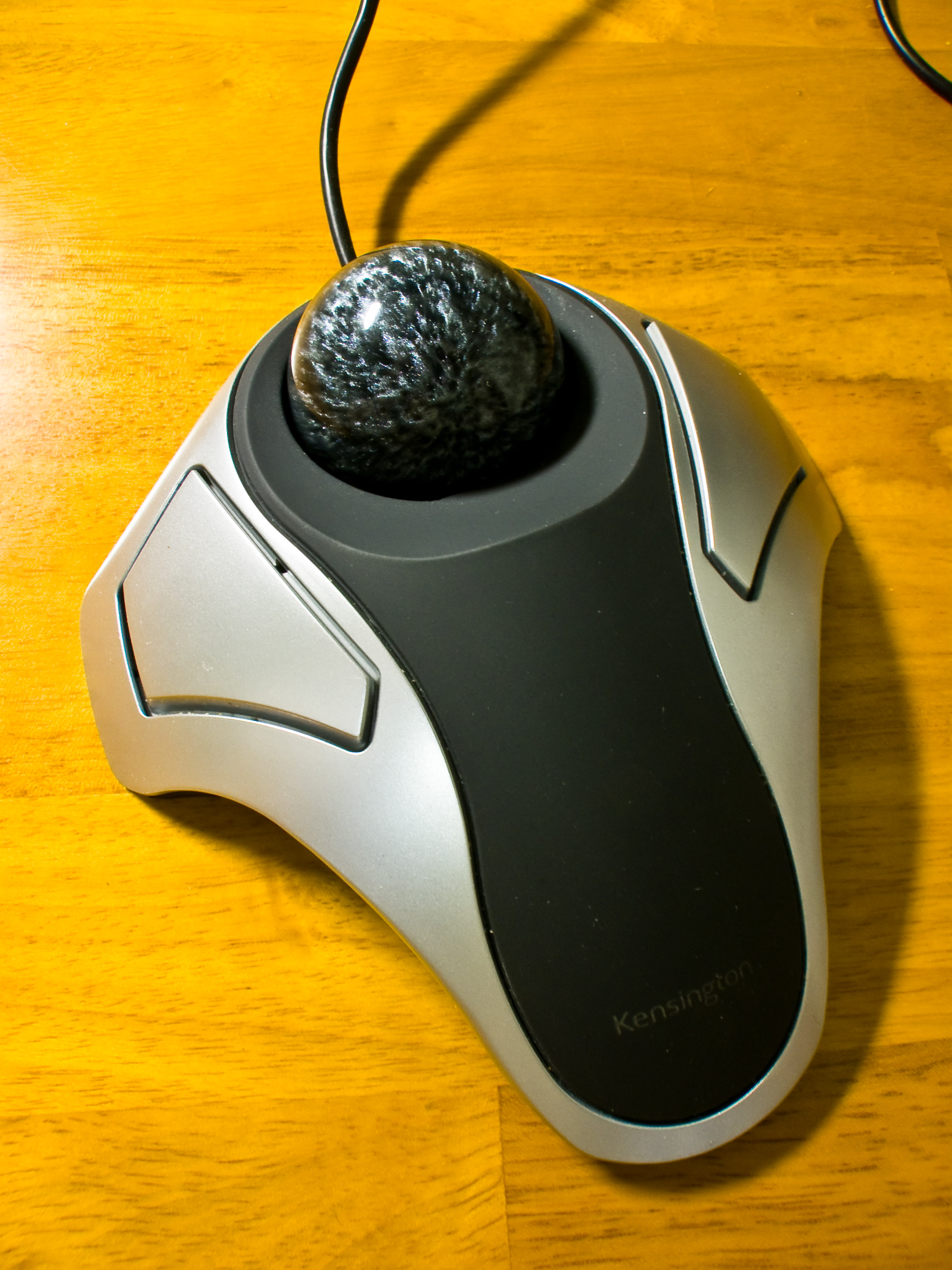
人差し指操作タイプの例 (Kensington Orbit Optical)

一般的なマウスに似た形をしており、マウスならばボタンやホイールがついている部分に人差し指や中指の先で転がすためのボールが載っているもの。手のひら操作タイプに比較すると、サイズとの兼ね合いからボールのサイズは小さめであることが多い。デバイス自体のサイズは、設置スペース重視の通常のマウスに近いコンパクトな製品から、使い勝手優先で手のひら操作タイプの全長に近いサイズの製品などがある。なお、ボタンの設置位置により左右対称か非対称に分かれ、非対称の場合は親指でボタンとホイールを操作するスタイルが主流となっている。ただし、非対称の場合は右手での操作が必須などのデメリットが有るので、左手で操作する場合は左右対称の製品を選ぶ必要がある。

### 親指操作タイプ

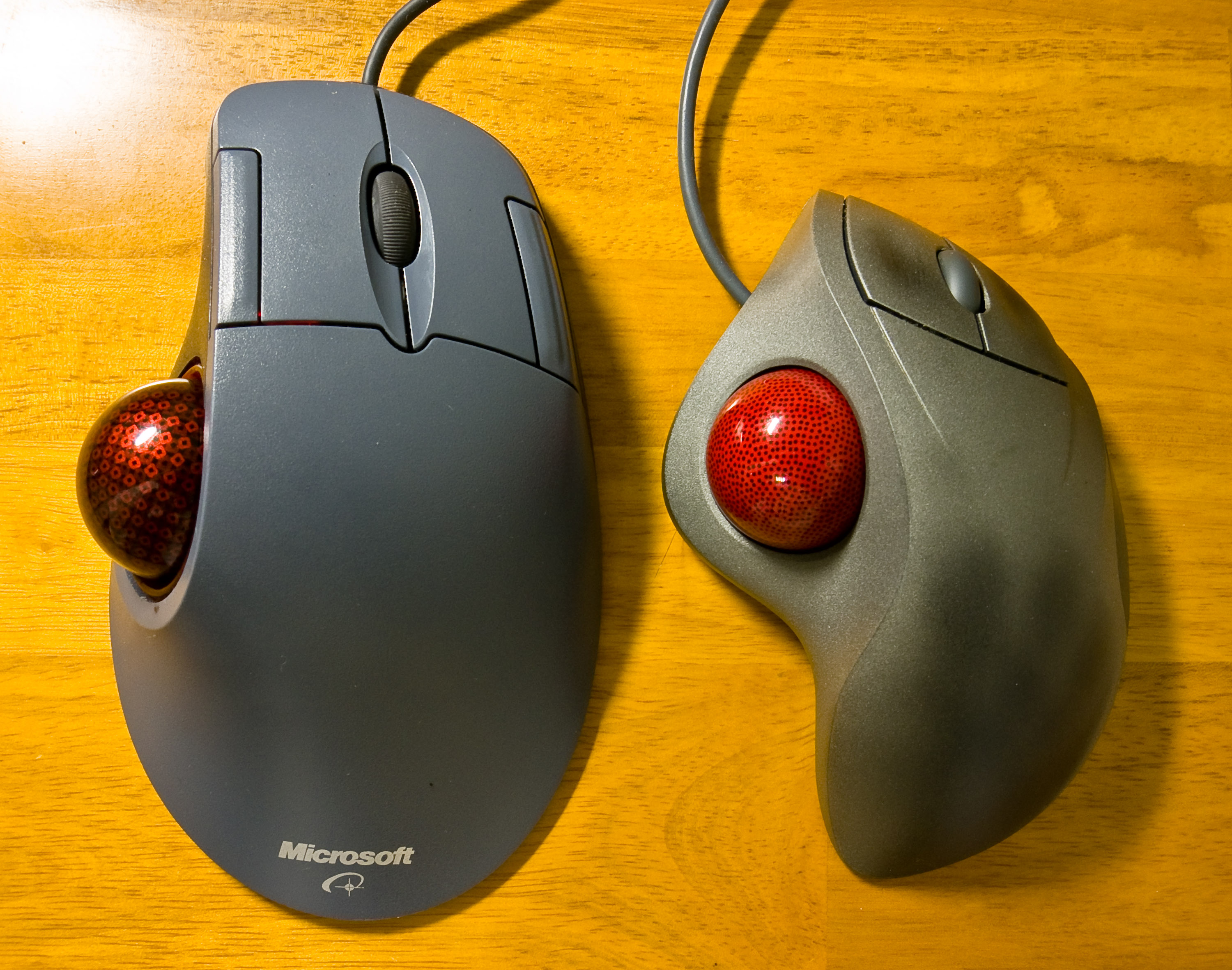
親指操作タイプの例（左から、Microsoft TrackBall Optical と Logitech TrackMan Wheel）

一般的なマウスに似た形をしており、ボタンやホイールも一般のマウスと同様の配置になっていることが多い。ボールはデバイスの左側面に配置されており、デバイスを右手で持ったときに親指でボールを転がすように作られている。握り方やボタン操作の指はマウスを操作する場合と同じであり、マウスからの移行が前述の2種のタイプに比べて比較的簡単と言うメリットがある。ただし、形状が左右非対称になっていて右手用のものを左手で操作することは難しいので、左右が反転した左手用のものを入手するか右手用のもので妥協するかの二択というデメリットが有る。

### 空中操作が出来るタイプ

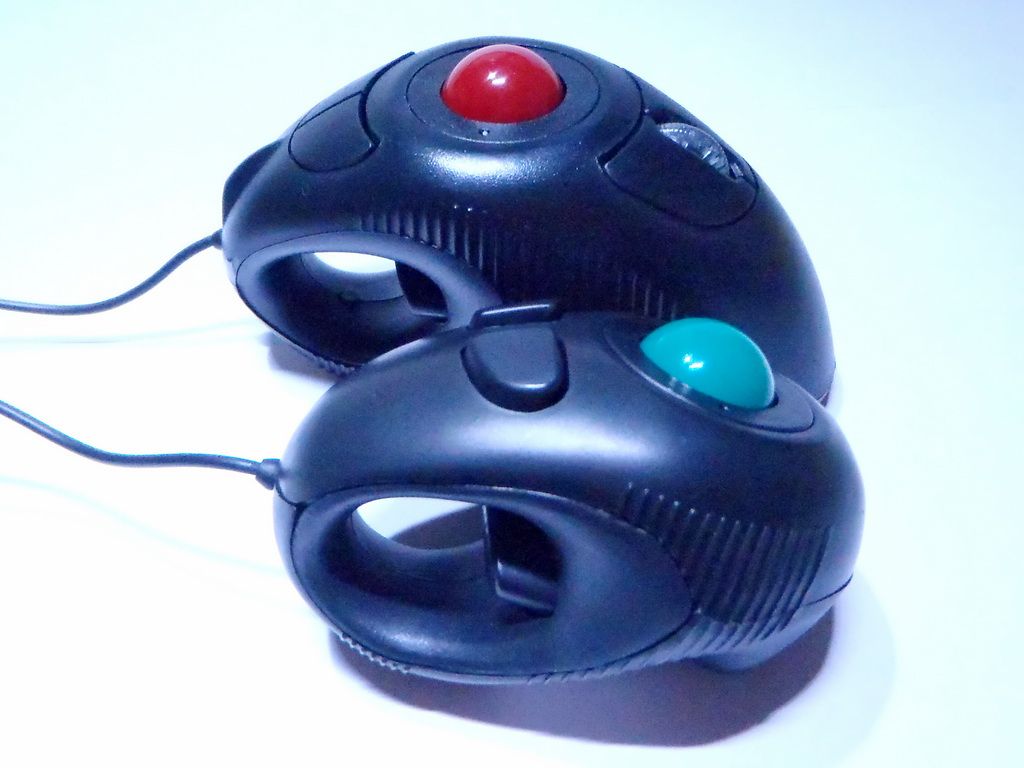
それぞれ別ブランドの空中操作型トラックボールマウス

必ずしも机上に固定しておく必要がない特長を生かして、空中で手に持った状態で使用できる製品が制作可能なのもトラックボールならではである。タッチパネルのないノートパソコンやタブレットデバイスをフィールドで運用する際に便利なほか、インドアユースにおいても机に縛られないパソコンの使用が出来ることから、いくつかのメーカーは拳銃のグリップと持ち方の似た筐体デザインのものを「ごろ寝マウス」などと銘打って販売している。その形状から、多くは左右の手で使用可能であり、慣れ次第では通常のデスクトップマウス並みの操作を行うことも可能である。デバイスを抱えたその手の中で操作すれば、片手のみでのポインティング操作が完結し、残った反対の手でキーボードを操作できるようになる。これらの特色故に、上記のタイプに比べコンパクトで携帯性に勝ると言うメリットと、コンパクト故にボール操作の精度面で劣ると言うデメリットが有る。
なお、身体の動きに障害がある者に人気があるのもこのタイプであり、机に手を乗せる姿勢を取るのが難しいような障害を持つ者にとっては、これなしにコンピューティングは難しいと言う者もいる。

## 構造とメンテナンス

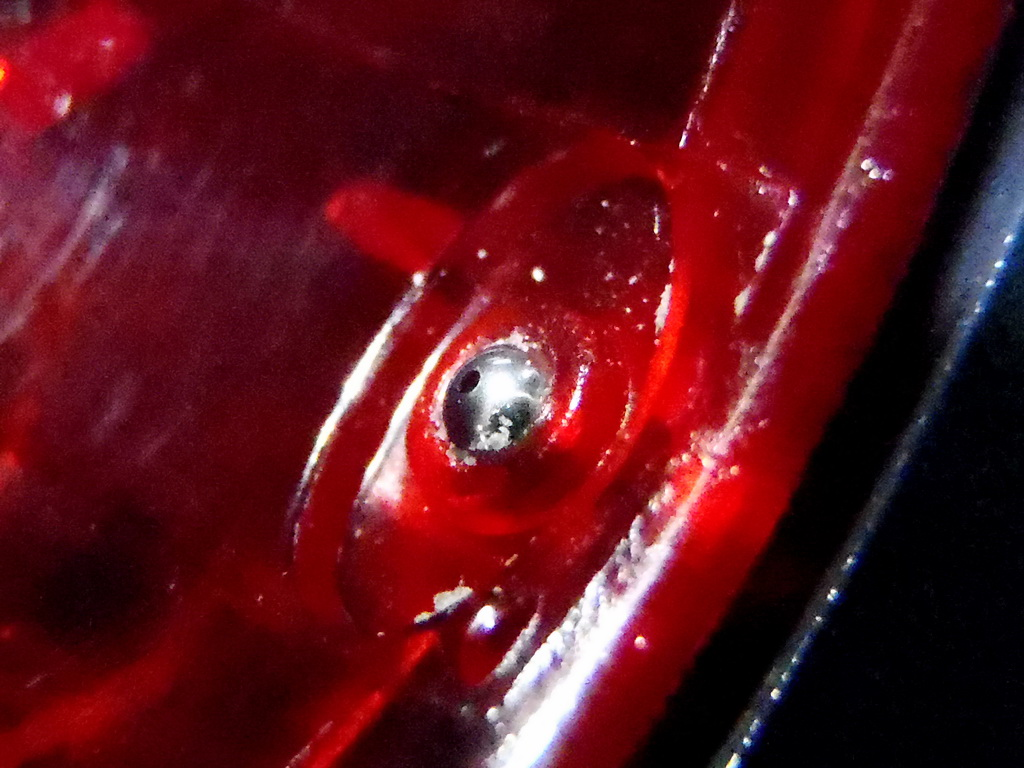
摩耗した金属支持球。
Microsoft Trackball Optical

トラックボールはその構造上、操作球を支持しておく構造を持たなければならない。そしてその構造は操作球の動きを妨げず、滑らかな操球感を実現しなければトラックボールとしての実用性を損なってしまう。
初期のトラックボールは、通常のボールマウスと同様に2軸のシャフトによってX軸Y軸の移動量を検出していた。それぞれのシャフトの端に、放射状に細かい隙間の空いたホイールが取り付けられており、その動きを光学センサーで読み取る方法である。また、それぞれのシャフトにはボールとの接触面に微小なゴムチューブが取り付けられており、ボールの挙動を取りこぼさないようグリップしていた。この構造は後に改良が重ねられ、カップ内にミニチュアベアリングを３つ配置し、内２つの動きを読み取る形式に進化した。ただしこの構造は複雑で部品点数も多く、何よりコストがかかる。しかし比較的耐久性があることから、時代が進んだ後も根強い愛好者がいる。また、この当時はボールの脱落を防ぐために、ボール径より小さい着脱可能なリング式のキャップがカップに被せられているタイプが多かったが、ボール直読みの光学式が普及するにつれ埃掃除のメンテナンス頻度が上がったためか、筐体の開口部をボール径より微妙に狭くして固定する形になり、キャップは廃れていった。この開口部が狭いタイプの筐体は、ボールを外すのに細長い道具で裏側から押し出す必要があり、底面にそのための穴が空いている。
トラックボールで最も一般的に普及した支持形式は、カップに硬質の数ミリ径の小さなボールを配置し、それにより操作球を支持する支持球式である。小さな支持球の点接触により、摩擦摺動でありながら滑らかに操作球が動くようにしたものであり、ベアリングや軸を用いるより構造を簡略化し、コストを抑えることが可能となった。ただし、モーション検出方式が光学式、またはそれに準ずる物でないと構造的に使えない。また、指での操球感は滑らかになっているが、ベアリング式より摩擦は大きくなるため、慣性で転がし続けられるものは少ない。
最も受け入れられた支持球式ではあるが、摩擦摺動であることから耐久性に難がある宿命が生じてしまう事ともなった。
この形式のトラックボールを使用していると汚れや埃による操作球の動きの渋さが出てくる。この程度ならば操作球を取り外し清掃することで解決可能だが、どうしても解決が難しかったのが支持球の摩耗である。
初期の支持球式、または価格の安いトラックボールマウスは、支持球にステンレス等の合金を用いている。一見堅そうな金属支持球だが、意外なほど摩耗には弱く、操作球との摩擦と巻き込んだ硬質の埃の影響により接触面が平たく削れていってしまう欠点がある。こうなると点接触が面接触になり、非常に操球感を悪くするばかりか操作球に傷まで付けてしまう。
これを解決すべく登場したのが、非常に硬度の高いルビーや酸化アルミニウムセラミックスを用いた支持球で、これらはダイヤモンドに次ぐ硬度を持ち、通常まず摩耗しないことから、摩耗問題の決定打として比較的高級なトラックボール製品には好んで用いられる。
また、現在でも製品の絶対数の少ないトラックボール市場において、使い慣れた古い製品を使い続けたいという需要もあり、有志によりさまざまな補修方法が考えられており、支持球のセラミック化もその一つである。サイズの適合するセラミックボールを入手し、金属支持球をリプレースする改造であるが、現行のトラックボールを部品取りとするほか、ラジコンの駆動系部品からセラミック製のベアリングボールを入手するなど様々な方法が考案されている。
メンテナンス性に関しては、マウスは光学式に変わってボールの動きを読み取る接触部分の掃除が必要なくなったが、トラックボールの場合、従来と必要個所は異なるにしても定期的な掃除が欠かせないことに変わりはない。以前はシャフトのゴム取り付け部やベアリングといった、ボールとの接触面に埃が溜まることで、ボールが空回りを起こし読み取り不良を招いていたが、ボール直読みの光学式では採光部分（CCDが球体の回転を読み取る窓）や球体支持部などに溜まるようになっており、採光部分では意外と少量の綿埃でも読み取り不良が起き、球体支持部に溜まると操球感の滑らかさが失われる。